# Astragalus kurdaicus
Astragalus kurdaicus är en ärtväxtart som beskrevs av Georgji Prokopievič Sumnevicz. Astragalus kurdaicus ingår i släktet vedlar, och familjen ärtväxter. Inga underarter finns listade i Catalogue of Life.